# Miramar
Miramar (italijansko Miramare) je naselje pri Grljanu v Italiji blizu Trsta. Ime je dobil po gradu Miramar.